# Линтварёвы
Линтварёвы (укр. Линтварьови) — казацко-мещанский род Сумщины, который в 1849 году получил дворянский статус. Род имел родственные связи с Ахумовыми, Антроновыми, Гармсенами, Гранами, Григоровыми, Трутовскими, Сандерами и другими. Среди представителей рода были помещики, общественные деятели, военные, государственные служащие высшего и среднего ранга, врачи и учителя. У истоков рода стоял сумской казак Игнат Андреевич Линтварёв, взявший фамилию Линтварёв по уличному прозвищу.

## Представители

### Линтварёв Павел Михайлович
Линтварёв Павел Михайлович (15 декабря 1792—?) — предводитель дворянства Сумского уезда. Крещён во Введенской церкви с. Лука Сумского уезда. Поступил на службу в Сумское уездное казначейство подканцеляристом 24 мая 1805 года; 1806 — канцелярист, 1808 — губернский регистратор, 1811 — коллежский регистратор, 1814 — губернский секретарь, 1821 — титулярный советник, 1824 — Сумской уездный стряпчий, 1844 — коллежский асессор. За строительство в Сумах за свой счёт на 60 тысяч рублей Троицкой каменной церкви получил Высочайшее благоволение 11 июня 1829 года. С 1834 по 1839 годы на его средства была построена более чем за 20 тысяч рублей каменная Иоанно-Предтеченская церковь в слободе Лука Сумского уезда. В наследство получил 5 душ мужского пола, в разное время купил ещё 172 души. В 1825 году в соответствии с духовным завещанием своего дяди поручика Михаила Кузьмича Лаврентьева получил в наследство его имение с обязательством завершить начатое Лаврентьевым строительство каменной Троицкой церкви в городе Сумы. В 1849 году был внесён с детьми в 3-ю часть родовой книги. Был женат на Анне Андреевне (ок. 1809—1844). В браке имел детей: Михаила (1829-?), впоследствии женатого на Александре Васильевне Розальон-Сошальский (ок. 1836—1909) Андрея (1831—?); Петра (1834—?): Тимофея (1840?), впоследствии женатого на Анне Карловне Гармсен (1843—1881), Василия (1842 до 1880), впоследствии женатого на Софье Николаевне (1848?); Олимпиаду (1833-?); Анну (1835-?); Елизавету (1836-?); Марию (1837 -?).

### Линтварёв Михаил Павлович
Линтварёв Михаил Павлович (1829—?) — дворянин, коллежский асессор, гласный Сумских уездных собраний (1865 г.). Сын Павла Михайловича Линтварёва (1792 г.—?) И Анны Андреевны (около 1809—1844). Был женат на Александре Васильевне Розальон-Сошальский (ок. 1836—1909). В браке имел детей: Зинаиду (около 1859—1891), Елену (около 1860?), Наталью (около 1863—1943), Павла (около 1861—1907 / 1913), Георгия (около 1865—1941/43).

### Линтварёва Александра Васильевна
Линтварёва Александра Васильевна (около 1836—1909) — дворянка. Увлекалась творчеством Шопенгауэра и Льва Толстого, была набожной, ездила на акафисты в сумские церкви. Очень любила Украину, украинскую культуру и передавала эту любовь всей семье. Жена Михаила Павловича Линтварёва (1829—?), внука Алексея Юрьевича Розальон-Сошальского, владельца имения с. Гусинка. В браке имела детей: Зинаиду (ок. 1859—1891), Елену (ок. 1860?), Наталью (ок. 1863—1943), Павла (ок. 1861—1907 / 1913), Георгия (ок. 1865—1941/43).

### Линтварёва Зинаида Михайловна
Линтварёва Зинаида Михайловна (около 1859 — ноябрь 1891) — дворянка, по специальности врач, работала в столичной клинике, готовилась к научной деятельности. Болела эпилепсией, ослепла. Вернулась в родные места умирать. Дочь Михаила Павловича Линтварёва (1829-?) и Александры Васильевны Розальон-Сошальский (около 1836—1909). В браке не была. Детей не было.

### Линтварёва Елена Михайловна
Линтварёва Елена Михайловна (около 1860?) — дворянка, по специальности врач, Дочь Михаила Павловича Линтварёва (1829—?) и Александры Васильевны Розальон-Сошальский (ок. 1836—1909). Удерживала при имении фельдшерский пункт. В браке не была. Детей не было.

### Линтварёва Наталья Михайловна
Линтварёва Наталья Михайловна (около 1863—17 февраля 1943) — дворянка. Увлекалась произведениями Карла Маркса, в частности читала «Капитал», открыла в имении на Луке на собственные средства народную школу и пробовала учить местную детвору на украинском языке. Увлекалась рисованием, создала несколько этюдов своего имения Лука. Дочь Михаила Павловича Линтварёва (1829-?) и Александры Васильевны Розальон-Сошальской (ок. 1836—1909). В советское время была лишена всех прав. Умерла в Сумах.

### Линтварёв Павел Михайлович
Линтварёв Павел Михайлович (около 1861—1907 / 1913) — дворянин. «Политический изгнанник», был исключён из Петербургского университета и выслан в деревню под надзор полиции. В течение 1891 года выполнял функции секретаря при Ковенском окружном суде. Коллежский секретарь по 29 мая 1891 года. Выполнял функции защитника по уголовным делам. С 31 августа 1892 года — в отставке. С 9 октября 1892 по 28 августа 1893 годы работал помощником секретаря в Харьковской Судебной палате. В 1895—1898 гг. — член Сумской уездной земской управы. В 1898—1906 гг. — Председатель Сумской уездной управы. Титулярный советник, коллежский асессор. В 1904 году ему принадлежало 560 десятин родовой земли в Сумском уезде. Принимал активное участие в революции 1905—1907 гг. За революционную деятельность был арестован и предан суду Харьковской гражданской палаты, ему также было запрещено проживание в Харьковской губернии. По материалам жандармской управы, П. М. Линтварёв был в Сумском уезде «инициатором и главным организатором всех митингов, которые имели целью преступные намерения». Сын Михаила Павловича Линтварёва (1829—?) и Александры Васильевны Розальон-Сошальской (ок. 1836—1909). Был женат на Антонине Фокиевне Бурлей (ок. 1861—?), дворянке города Херсона.

### Линтварёв Георгий (Жорж) Михайлович
Линтварёв Георгий (Жорж) Михайлович (около 1865—1941/1943) — дворянин, пианист, земский деятель, депутат Государственной думы I созыва от Харьковской губернии, губернский гласный. Сын Михаила Павловича Линтварёва (1829-?) и Александры Васильевны Розальон-Сошальской (ок. 1836—1909). Был дважды женат. Первая жена Наталья Дмитриевна (? -?). Вторая жена неизвестна. От второго брака имел детей: сына (? -?); дочь Ксению (ок. 1909−1990-е), впоследствии трижды была замужем, третьим её мужем был сын известного предпринимателя Чикаленко. В советское время был лишён всех прав. Умер в Харькове.

## Чехов и Линтварёвы
В 1888—1889 годах в западном флигеле родовой усадьбы Линтварёвых жил и работал русский писатель, драматург А. П. Чехов.
Писатель в своей переписке давал характеристику всем членам имения. Так, например, Александру Васильевну Линтварёву А. П. Чехов охарактеризовал как «предобрейшую старушку и очень настрадавшуюся женщину». Отмечая талант Георгия (Жоржа) Михайловича Линтварёва как пианиста, писал о нём: «Жорж, великолепно играющий на рояле, добродушный парень».
На смерть Зинаиды Михайловны Линтварёвой в петербургской газете «Врач» А. П. Чехов напечатал следующий некролог:

24 ноября, близь Сум (Харьковской губернии), в своём родовом имении, женщина-врач Зинаида Михайловна Линтварёва. По окончании курса покойная некоторое время работала в клинике проф. Ю. Т. Чудновского. Все знавшие её в это время сохранили о ней память как о даровитом, трудолюбивом враче и хорошем товарище. К сожалению, судьба готовила З. М. тяжкое испытание. Пять лет тому назад она потеряла зрение. Тяжкая болезнь (по-видимому, опухоль в черепном мозгу) постепенно, безостановочно парализовала у несчастной конечности, язык, мышцы лица, память. Для семьи, для которой она была предметом гордости и блестящих надежд, для всех её знавших и для крестьян, о которых она так искренне заботилась, оставалось одно печальное утешение — то редкое и замечательное терпение, с которым З. М. выносила свои страдания. В то самое время, когда вокруг неё зрячие и здоровые жаловались порой на свою судьбу, она — слепая, лишённая свободы движений и обречённая на смерть, — не роптала, утешала и ободряла жаловавшихся.— (Сообщено д-ром А. П. Чеховым.)

## Память
В Сумах существуют улица Семьи Линтварёвых и переулок Линтварёвых.

## Комментарии
1. ↑  А. Н. Плещеев при подготовке к публикации в издательстве "Посредник" рассказа А. П. Чехова "Именины" в письме от 6 октября 1892 года советовал выбросить ироническое изображение украинофила в лице одного из гостей, предполагая, что речь шла о Павле Линтварёве: Вот другой гребец, бородатый, серьёзный, всегда нахмуренный; он мало говорит, никогда не улыбается, и всё думает, думает... Он одет в рубаху с шитьём, какое носил гетман Полуботок, и мечтает об освобождении Малороссии из-под русского ига; кто равонодушен у его шитью и мечтам, того он третирует, как рутинёра и пошляка[3] В ответном письме от 9 октября того же года Антон Павлович писал, что он имел в виду вовсе не Павла Линтварёва, а "тех глубокомысленных идиотов, которые бранят Гоголя за то, что он писал не по-хохлацки...[4]". Но, последовав рекомендации Плещеева, из варианта, опубликованного  в "Посреднике", этот пассаж Чехов исключил.